# Ascorhynchus ovicoxa
Ascorhynchus ovicoxa là một loài nhện biển trong họ Ascorhynchidae. Loài này thuộc chi Ascorhynchus. Ascorhynchus ovicoxa được miêu tả khoa học năm 1975 bởi Stock.